# Lodewijk Joseph Roels
Lodewijk Joseph Roels (Hasselt (België), 6 juni 1887 – Hasselt, 3 april 1939) was een Belgisch pianist en componist.
Hij was zoon van handelsagent Aloysius Alphons Roels en vroedvrouw Maria Gasparin Elisabeth Bamps, wonende aan de Maastrichterstraat. Hijzelf was getrouwd met Marthe Henriette Willems. Zij woonden langere tijd aan de Lombaardstraat 4 te Hasselt en voerden daar de pianowinkel Huis M. Roels-Willems. 
Hij kreeg zijn opleiding aan het Koninklijk Conservatorium Luik met docenten Carl Smulders, François Duyzings en Jean-Théodore Radoux en haalde zijn respectievelijke einddiploma’s harmonieleer (1906), piano (1908) en contrapunt en fuga (1910). Al vanaf 1904 gaf hij zelf les aan de Stedelijke Muziekschool Hasselt; hij was er tussen 1915 en 1939 directeur. In 1912 werd hij nog onderscheiden met een tweede prijs bij een pianistenconcours in Parijs, waar hij uitblonk in werken van Frédéric Chopin. Zijn carrière als pianist kwam niet van de grond vanwege ernstige heimwee naar Hasselt. Een aanstelling aan de Scola Cantorum te Gent liet hij daarom schieten en een lange concertreis met violist Ferenc von Vecsey brak hij al na het eerste concert om dezelfde reden af.
Op compositorisch gebied is weinig van hem bekend, enkele liederen, een mis en een Poème voor viool en piano is wat rest van een groter oeuvre. Roels vernietigde alles voor zijn dood. Bewaard bleef ook het theoretische werk Théorie de la musique et historique du piano uit 1955.
Leerlingen van hem zijn Paul Douliez en Louis Stappers. Hij was voorts bevriend met architect Sylvain Brauns.